# Саду (річка)
Саду (порт. rio Sado), португальська річка, яка бере свій початок на висоті 230 м над рівнем моря і подорожує 180 км перед впаданням в Атлантичний океан біля міста Сетубал. Вона проходить через Алваладе і Алкасер-ду-Сал, її гирло розділяє Сетубал, на північне і на південне узбережжя. Це одна з небагатьох річок в Європі, яка проходить з півдня на північ. У гирлі річки мешкає популяція дельфінів Афаліна. Стара назва — Садан (порт. rio Sádão).
Саду має сильний потік через декілька факторів, найважливіших два: посушливіший клімат Алентежу (де вона бере свій початок) і невелика різниця, між висотою витоку (230 м) і гирла (0 м).
Басейн річки має площу 7640 км². Устя займає площу близько 160 квадратних кілометрів, з середньою глибиною 8 м, максимальна 50 м. Потік в основному за течією. Середньорічний потік річки 40 м³/с з сильною сезонної мінливості - від 1  м³/с влітку і більш ніж 150 м³/с взимку.
Річка перегороджена греблями в декількох місцях в основному з сільськогосподарськими цілями, для постачання водою сільськогосподарських культур - рису, кукурудзи і інших злаків, а також овочів і фруктів.

## Етимологія
За словами Жозе Педро Машадо (Ономастично-Етимологічний словник португальської мови) походження назви річки Саду неясне, можливо древнє-римське. Стверджується що до вісімнадцятого століття річка називалася Садао.
| Португалія | Це незавершена стаття з географії Португалії. Ви можете допомогти проєкту, виправивши або дописавши її. |